# فوكاغاوا (هوكايدو)
مدينة فوكاغاوا (بالإنجليزية: Fukagawa)‏ هي أحد المدن التابعة لمحافظة هوكايدو. تأسست رسميًا في 01/05/1963. ويقدر عدد سكانها بـ 23215 نسمة حسب تقدير مكتب الإحصاء الياباني لعام 2012. تبلغ مساحة فوكاغاوا 529.23 كم2. بكثافة سكانية تبلغ 43.9 نسمة/كم2.

## توأمة
لفوكاغاوا (هوكايدو) اتفاقيات توأمة مع:
- أبوتسفورد (14 سبتمبر 1998 - )